# Иоанно-Введенский монастырь
Иоанно-Введенский женский монастырь (Ивановский монастырь) — православный женский монастырь, расположенный в поселке Прииртышский, в 5 километрах от города Тобольска.

## История
Иоанно-Введенский женский монастырь был основан 1653 году. Считается, что место основания обители указала сама Пресвятая Богородица через Свой рукотворный образ Знамение. Произошло это в 1638 году во время Крестного хода, тогда на месте будущего монастыря деревенский крестьянин Василий подвёл к иконе свою слепую от рождения дочь, которая неожиданно для всех окружающих исцелилась. Пораженный этим чудесным явлением архиепископ Сибирский и Тобольский Симеон дал своё Благословление на основание в этом месте иноческой обители. Положительную роль в выборе места будущей обители также сыграло и наличие в непосредственной близости архиерейской дачи, располагавшейся в этом месте с 1620 г.
Основан монастырь был как мужской, но к середине XIX века монастырь почти запустел, хозяйство пришло в упадок. В связи с этим в 1854 году Тобольским Архиепископом Евлампием было направлено прошение в Священный Синод с просьбой перевести оставшихся двух монашествующих в соседний Абалакский монастырь, а Иоанновскую мужскую обитель преобразовать в женскую.
После получения в 1864 году Высочайшего Утверждения Государя Императора, монастырь стал именоваться женским Иоанно-Введенским монастырем.
На должность первой настоятельницы была выбрана монахиня Серафима из Туринского монастыря, однако в силу преклонного возраста, она вскоре пожелала возвратиться обратно. На должность настоятельницы прибыла монахиня Дорофея из Екатеринбургского Новотихвинского монастыря.
С этого времени жизнь монастыря качественно изменилась:
- практически сразу же в честь Введения во храм Пресвятой Богородицы был освящен второй храм обители (до этого на территории обители действовал только один храм в честь Рождества св. Иоанна Предтечи);
- спустя два года при монастыре было открыто училище с иконописной мастерской на 30 человек для девиц духовного звания (особую финансовую поддержку в основании училища оказала Н. Д. Пущина, вдова декабриста М. В. Фонвизина);
- открыт завод по выпуску восковых свечей, восстановлено сельское хозяйство и животноводчество.

После смерти игуменьи Дорофеи место настоятельницы заняла, прибывшая из Екатеринбургского монастыря монахиня Августа, запомнившаяся неукоснительным следованием порядкам, установленных матушкой Дорофеей. По слабости здоровья монахиня Августа была уволена с этой должности по собственному желанию.
В 1877 году на должность настоятельницы прибыла монахиня Евсевия, при которой сильное развитие получило свечное производство, а училище для девиц духовного звания было закрыто и переведено в Тобольск.
После ухода из жизни игуменьи Евсевии, должность настоятельницы заняла монахиня Миропия, которая с раннего детства проживала в монастыре. Миропия свои усилия сконцентрировала на обустройстве обители. В её правление на территории монастыря были построены два храма, кроме того была открыта бесплатная церковно-приходская школа для русских и татарских детей, а также богадельни для престарелых и детей-сирот.
После смерти в 1904 году игуменьи сёстрами обители на должность настоятельницы была выбрана сестра Миропии Мария. В 1907 году в связи с увеличением числа монашествующих монастырь был возведён из третьеклассного во второклассный. К тому времени число проживающих в обители достигло 265 человек, из них монахинь 61 человек.
Упадок монастыря начался с 1917 г. Уже при временном правительстве монастырь лишился выплаты жалованья, за отказ от передачи воспитанников монастыря в ведение Министерства народного просвещения.
С приходом Советской власти жизнь монастыря практически прекратилась, что помимо прочего было обусловлено помощью бойцам Белой гвардии, временно расквартированным около монастыря в 1919 году и поддержкой, оказываемой монахинями последнему Императору России Николаю II, отбывавшему ссылку в Тобольске.

## Современное состояние
В 1998 году монастырь был передан в ведомство Тобольско-Тюменской Епархии и 26 января вновь открыт. В 2006 году «Сибспецпроектресаврация» (г. Томск) подготовила проект реставрации монастыря. Активная фаза реставрации началась в следующем, 2007 году. В начале XXI века на территории монастыря был осуществлен большой объём реставрационных работ.
Спустя 70 лет после закрытия монастыря в городе Заводоуковске Тюменской области была обретена икона Божией Матери «Целительница», писанная в Иоанно-Введенском монастыре, которая пользуется большим почитанием сестер и паломников. Возвращены в монастырь ещё две иконы Пресвятой Богородицы, написанные сестрами в начале XX века: «Утоли моя печали», список иконы «Абалакской Божией Матери»..